# フランツ・フェルディナント・ホーエンベルク
フランツ・フェルディナント・ホーエンベルク（Franz Ferdinand Hohenberg, 1927年9月13日 - 1977年8月16日）は、オーストリアの貴族。ホーエンベルク公爵家の第2代当主。全名はフランツ・フェルディナント・フリードリヒ・エルンスト・カール・レオポルト・マウリティヌス・フーベルトゥス・マリア（Franz Ferdinand Friedrich Ernst Karl Leopold Mauritius Hubertus Maria Herzog von Hohenberg）。

## 在位
ホーエンベルク公マックスとその妻のヴァルトブルク・ツー・ヴォルフェッグ・ウント・ヴァルトゼー伯爵夫人エリーザベタ・ボナ（1904年 - 1993年）の間の第1子、長男として生まれた。父方の祖父母はオーストリア＝ハンガリー（二重帝国）の帝位継承者フランツ・フェルディナント大公とその妻のゾフィー・ホテク伯爵夫人（結婚によりホーエンベルク公爵夫人）である。1962年に父の死に伴って公爵家の家督を継いだが、息子がおらず、1977年に死去すると弟のゲオルクが後を継いだ。
1956年5月9日、ルクセンブルク市においてルクセンブルク女大公シャルロットの娘エリザベートと結婚し、間に2人の娘をもうけた。
- アンナ（アニタ）・シャルロッテ・マクシミリアーナ・オイフェーミア・マリア・ヘレーナ（1958年 - ） - 1978年にロメ・ド・ラ・ポエズ・ダランビュル伯爵と結婚（1998年離婚）、2005年にアンドレアス・フォン・バルデアウ伯爵と再婚。曽祖父母の居城であったアルトシュテッテン城の現城主。
- ゾフィー・フェリーツィタス・エリーザベト・ボナ・マリア・アントニア（1960年 - ） - 1983年、ジャン＝ルイ・ド・ポテスタ（Jean-Louis Marie René Ghislain de Potesta）と結婚